# Abrothallus prodiens
Abrothallus prodiens är en lavart som först beskrevs av Harm., och fick sitt nu gällande namn av Diederich & Hafellner 1990. Abrothallus prodiens ingår i släktet Abrothallus, divisionen sporsäcksvampar och riket svampar.  Arten är reproducerande i Sverige. Inga underarter finns listade i Catalogue of Life.